# Der neue Ahasver
Der neue Ahasver ist ein 1882 veröffentlichter Roman von Fritz Mauthner. Er wurde zunächst in Auszügen von November 1881 bis zum Februar 1882 im Berliner Tageblatt abgedruckt und handelt im Wesentlichen vom Aufkommen des Radau-Antisemitismus in den Jahren nach der Entstehung des Deutschen Kaiserreichs 1871. Gleichzeitig thematisiert der Roman die Stellung der Juden in der deutschen Gesellschaft des ausgehenden 19. Jahrhunderts.

## Aufbau des Werkes
Der Roman gliedert sich in zwei Teile, die inhaltlich aufeinander aufbauen und an eine Vorrede an Theodor Mommsen anschließen.
Auf den ersten Seiten des ‚Ersten Teils‘ wird eingangs die Figur des Ewigen Juden Ahasverus dargestellt, der dem germanischen Gott Wuotan begegnet. Ahasver und Wuotan leben – als Personifikationen von Judentum und späterem Christentum – zunächst in friedlicher Koexistenz, bis der alte Germanenkult wieder aufflammt und Wuotan sich von Ahasver abwendet. Im Zuge der Erklärung der Menschenrechte begibt sich Ahasver letztlich zu ewiger Ruhe, wird jedoch als Neuer Ahasver wiedergeboren. Der Einstieg endet mit einem Verweis auf das zukünftige Schicksal des Protagonisten des Romans – Heinrich Wolff.
Der ‚Erste Teil‘ selbst endet nach 10 Kapiteln und thematisiert die ersten Jahre des Protagonisten Heinrich Wolff vor dem Hintergrund des Sieges Deutschlands über Frankreich im Deutsch-Französischen Krieg. Der gesamte Roman hat einen heterodiegetischen Erzähler (nach Genette), der die Geschichte von Wolff erzählt sowie auch die Perspektiven verschiedener Nebenfiguren einnimmt. Im Verlauf einer erzählten Zeit von ca. 15 Jahren begleitet die Erzählinstanz Heinrich Wolff und zahlreiche Nebenfiguren zunächst durch die Gründerzeit des neugegründeten Deutschen Kaiserreichs.
Der ‚Zweite Teil' stellt in wesentlichen Zügen den Aufstieg des Antisemitismus in den Jahren nach Gründerkrach und Großer Depression vor dem Hintergrund der Entwicklung des Protagonisten dar. Der persönliche und gesellschaftliche Aufstieg Heinrichs sowie sein Fall werden in besonderem Maße mit der Entstehung des Radau- und Parteienantisemitismus im Sinne eines Adolf Stoecker verquickt. Der Roman endet schließlich mit dem Tod des Protagonisten, der sich von einem Individuum zu einer Ahasver-Identität gewandelt hat.

## Handlung ‚Erster Teil‘

### Kapitel 1–5
Der junge promovierte Arzt Heinrich Wolff erreicht mit der Eisenbahn seine Geburtsstadt Prag. Er beschließt, seinen Großvater in der Stadt zu besuchen und durchquert die geschäftige Zaikerlgasse, die von einem vorbeilaufenden Passanten abfällig als Teil der „Judenstadt“ betitelt wird. Selbst vom geschäftigen Treiben der überwiegend jüdischen Händler abgestoßen, erreicht er schließlich das Haus seines Großvaters. Beide geraten in ein persönliches Gespräch über die religiöse Orientierung und die Identität Heinrichs. Nachdem Prag erfolgreich von den deutschen Truppen erobert wurde, trifft Heinrich bald darauf auf seine Jugendfreundin Tina Kolliner. Zu dem Husaren Viktor von Laskow entwickelt sich eine innige Freundschaft. Nachdem in Prag die Cholera ausgebrochen ist, arbeitet Heinrich vorübergehend als Arzt im Hospital der Stadt.
Nach dem Ablegen seiner letzten Prüfungen in Leipzig und einer einjährigen Auslandsreise in Afrika kehrt Heinrich noch einmal nach Prag zurück, wo er vom Tod seines Großvaters und der Heirat Tinas erfährt. Während der Deutsch-Französische Krieg tobt, arbeitet Heinrich als Lazarettarzt und trifft dort erneut auf Viktor von Laskow, nachdem beide im Krieg verwundet werden. Im Hause der Familie von Auenheim werden beide bis zur vollständigen Gesundheit gepflegt und machen Bekanntschaft mit dem alten Patriarchen und Familienoberhaupt Herbert von der Egge, dessen Enkel Kurt von der Egge und dem Großneffen Bruno. Kurz bevor Viktor und Heinrich wieder vollständig genesen sind, wird der Sieg Deutschlands über Frankreich verkündet.
Während der Siegesfeier, die aufgrund des Sieges Deutschlands über Frankreich stattfindet, zeigen sich Viktor wie auch Heinrich als überzeugte Anhänger der deutsch-nationalen Bestrebungen. Nach der Trennung der Gesellschaft bezieht Heinrich eine Wohnung mitten in Berlin und beginnt seinen Arbeitsalltag als praktizierender Arzt. Mehrere Male besucht Heinrich Familie Auenheim, wird jedoch das Gefühl nicht los, dort nicht hinzugehören. Während eines Treffens mit dem jüdischen Sanitätsrat Friedmann kommt es zu einer langen Diskussion über das Wesen des Judentums. Tina Kolliner – inzwischen verheiratet mit dem jüdischen Bankier Julius Feigelbaum – besucht Heinrich ebenfalls in seiner Praxis und berichtet ihm von dem Versuch, ihrem bisherigen Leben zu entkommen.
Tina Feigelbaum emanzipiert sich schließlich von ihrer Herkunft und geht ganz in ihrem neuen Leben, das auf Reichtum und gesellschaftliche Stellung abzielt, auf. Sie ist mit ihrem Mann in die Tiergartenstraße in Berlin gezogen und empfängt dort wiederholt Mitglieder der Oberschicht der Stadt. Als „Zauberweib“ hilft sie, trotz eigenen Interesses, dem alten Isaak Feigelbaum bei der Verheiratung seiner kränklichen Tochter Emma mit Kurt von der Egge. Es folgt der erste Auftritt des Antisemiten Dr. Stropp.
Auf dem Gut Eggewitz, dem Stammsitz des Patriarchen Herbert von der Egge, kommt es zu einem Streit zwischen Kurt und seinem Großvater. Die Abneigung beider gegeneinander wird deutlich und Kurt macht keinen Hehl daraus, in die Heirat mit Emma Feigelbaum nur aus Geld- und Habgier eingewilligt zu haben. Emma wird durch den evangelischen Geistlichen Dr. Braumann in die Lehren des Christentums eingeführt und konvertiert schließlich zum Christentum. Heinrichs Besuche im Haus der Familie Auenheim werden häufiger und er bemerkt, dass er sich in die ältere Tochter des Hauses, Clemence, verliebt hat. Es kommt zu einem ersten Aufeinandertreffen der beiden während der Hochzeitsfeier von Emma und zu ausführlichen Gesprächen. Der antisemitische Publizist Stropp wirkt auf der Feier isoliert, lernt jedoch zufälligerweise den Bankier Bumke kennen, der seine Ansichten gegenüber den Juden in vollem Umfang teilt.

### Kapitel 6–10
Emmas Leben mit Kurt stellt sich als höchst schwierig heraus. Wiederkehrende Krankheitsphasen zwingen sie schließlich zu einer Kur in Italien, was von der Familie Auenheim, Heinrich und ihrem Vater Isaak Feigelbaum mit Sorge gesehen wird. Heinrich gesteht sich unterdessen seine Liebe für Clemence ein. Er bekommt jedoch durch die Situation zwischen Emma und Kurt vor Augen geführt, wie unheilvoll eine Verbindung zwischen Juden und Christen ausgehen kann. Zum ersten Mal wird Heinrich seine jüdische Herkunft wieder deutlich vor Augen geführt:
„Heinrich ballte die rechte Hand zur Faust, da ihm dieser Gedanke plötzlich wie der boshafte Streich eines Feindes vor der Seele stand. Er war ein Jude! Wenn es ein Makel war, so mußte er wohl untilgbar sein; denn jetzt, nach vielen Jahren, in denen ihm die Erinnerung völlig fremd geworden war, jetzt packte ihn wieder der alte Zorn gegen das Schicksal, das ihn nicht werden ließ wie die Millionen um ihn her, das ihn zu einer Ausnahmestellung zwingen wollte.“
Eines Tages stattet Victor Heinrich einen Besuch ab und erzählt ihm von schwerwiegenden finanziellen Problemen. Auf Anraten des Freundes ist Victor fortan häufiger Gast bei den Auenheims. Frau von Auenheim, die im Laufe der Zeit mehr und mehr durch ein nicht näher bezeichnetes Herzleiden gezeichnet ist, bricht eines Morgens zusammen. Während sie von Heinrich behandelt wird, gibt sie ihr Einverständnis für die Verbindung mit Clemence. Wenig später stirbt Frau von Auenheim überraschend.
Während Clemence und ihre Schwester Eva um den Verlust ihrer Mutter trauern, macht Heinrich die Bekanntschaft des jüdischen Schneiders Oswald Fränkel und seiner Frau Doretta. Beide bewohnen eine kleine Wohnung in der Klosterstraße, in einem überwiegend von Juden bevölkerten Stadtabschnitt Berlins. Die Gegend erinnert Heinrich stark an die Zaikerlgasse, in der einst sein Großvater zu Hause war. Von der besonderen Atmosphäre der Umgebung überwältigt, erscheint vor seinem geistigen Auge plötzlich der leibhaftige Ahasver:
„Heinrichs Gesicht verfinsterte sich. Wieder stand die Gestalt des ewigen Juden vor ihm, wieder starrten ihn die großen müden rätselvollen Augen an. Spielte ein Kobold mit seinem Leben, daß es ihn immer wieder mitten in diese enge Welt trieb?“
Mit Samuel Schöpps macht Heinrich in der Klosterstraße die Bekanntschaft mit einem weiteren Juden. Schöpps stellt sich im Gespräch nach außen als sehr glaubensfromm dar, macht gegenüber Heinrich jedoch auch deutlich, dass er sein Judentum in erster Linie zu seinem Vorteil nutzt. Letztlich erreicht Heinrich die Wohnung Oswald Fränkels, überbringt die Nachricht vom Tod Frau von Auenheims und lernt die kleine Familie näher kennen.
Auf seiner Rückkehr von der Klosterstraße trifft Heinrich auf Dr. Stropp, der aus seinem antisemitischen Gedankengut keinen Hehl macht. Angespornt durch seine eigene Überheblichkeit und Arroganz beschließt Stropp letztlich, sich dem Aufbau eines neuen, großen Deutschland zu verschreiben und den Antisemitismus salonfähig zu machen. Hierfür plant er die Veröffentlichung einer antisemitischen Zeitung. Zu seinem Erstaunen findet er in Samuel Schöpps einen Verbündeten, da dieser – wie sich zeigt – selbst massive Vorurteile gegen das assimilierte Judentum der Stadt hegt.
Getrieben von seinen Phantastereien erreicht der Antisemit Stropp die Wohnung der Familie Fränkel und bedrängt Doretta Fränkel massiv, sich von ihrem jüdischen Mann zu distanzieren. Letztlich wird er des Hauses verwiesen. Heinrich und Clemence treffen sich in der Wohnung Oswald Fränkels wieder und es kommt zur Aussprache über den Tod Frau von Auenheims. Dabei bringt es Heinrich schließlich über sich, Clemence seine Liebe zu gestehen und beide beschließen ihre Verlobung noch in der Wohnung der Familie Fränkel.

## Handlung ‚Zweiter Teil‘

### Kapitel 11–15
Heinrich ist zunächst frohen Mutes, die gemeinsame Verbindung mit Clemence bald öffentlich machen zu können. Er gerät jedoch wieder in Zweifel, als er im Hause der Familie Auenheim von den latenten Vorurteilen Herrn von Auenheims gegenüber Juden erfährt. In einem langen Gespräch mit Victor über diesen Umstand erklärt dieser sich bereit, im Namen Heinrichs bei Herbert von der Egge vorstellig zu werden, um für ihn zu sprechen. Heinrich will zunächst ablehnen. Als er jedoch von Victors finanzieller Notlage erfährt, lässt Heinrich seinen Freund schließlich doch zuerst auf Gut Eggerwitz vorsprechen. Dort erfährt der Leser zunächst viel über den Charakter und die Geschichte des Gutes Eggerwitz und über den Patriarchen selbst. Obwohl Victors eigenes Werben um die Hand von Clemence Schwester Eva abgelehnt wird, gibt Herbert von der Egge seine Zustimmung zur Heirat zwischen Clemence und Heinrich.
Heinrich arbeitet wie gewöhnlich in seiner Praxis, als er unverhofft Besuch von Herbert von der Egge bekommt. In einem langen Gespräch zwischen den beiden kann Heinrich den alten Patriarchen davon überzeugen, dass er für Clemence der richtige Ehemann ist. In diesem langen Gespräch zeigt Heinrich seine wahre religiöse Orientierung: Er sieht sich trotz seiner formellen Zugehörigkeit zum Judentum aufgrund seiner Charaktereigenschaften als „Herzenschristen“ und als langjähriger Anhänger der „Christenheit“, verspricht dem alten Mann jedoch, für die bevorstehende Ehe auch formell zum Christentum überzutreten. Schließlich gibt auch Herbert von der Egge seinen Segen für die Eheschließung, fordert jedoch als Bedingung, dass Heinrich Clemence ein Jahr nicht sehen dürfe. Heinrich willigt ein und begibt sich auf eine erneute Reise nach Afrika. Beim letzten Aufeinandertreffen mit Clemence überreicht Heinrich ihr sein Tagebuch, in dem er seine Wandlung zum Herzenschristentum nachvollzogen und dokumentiert hat.
Die Agitationen des Antisemiten Stropp sind bis zu diesem Zeitpunkt der Handlung im Sand verlaufen. Als er versucht, seine antisemitische Zeitschrift mitsamt einigen verfassten Artikeln bei einer namhaften Zeitungsredaktion und dessen Redakteur Heinsius einzureichen, wird er erneut hinausgeworfen. Zornig trifft sich Dr. Stropp erneut mit seinem Partner Bumke in einem Restaurant. In der Zwischenzeit herrscht in den Redaktionsräumen nur ein Thema vor: das Schiffsunglück eines Panzerschiffs bei London, das 250 Opfer forderte. Eine alte Frau mit dem Namen Lürsen sowie der alte Herbert von der Egge betreten die Redaktionsräume, in denen die Vermisstenmeldungen und Todeslisten des Unglücks ausgelegt sind. Mitten in die Redaktionssitzung platzt ein verstörter Arbeiter, der von einem Anschlag berichtet (welcher Anschlag genau gemeint ist, bleibt unklar). Als sich der erste Tumult gelegt hat, muss der alte Patriarch erfahren, dass sein Großneffe Bruno, der eigentliche Erbe des Gutes Eggerwitz, ebenfalls aufgrund des Schiffsunglücks verstorben ist.
Kurt von der Egge, der ebenfalls in der Redaktion anwesend war, sieht seine Chance auf das Erbe der Familie Egge gekommen. Er beschließt für sich, sich von Emma scheiden zu lassen und allein das Erbe anzutreten. Im besagten Restaurant trifft er auf den immer noch anwesenden Dr. Stropp, der inzwischen eine genauere Vorstellung seiner Zeitschrift 'Arminius' entwickelt hat. Beide verbünden sich im Kampf gegen die Juden und Kurt versucht durch die Unterstützung der Sache Stropps zugleich Heinrich als Konkurrent um Clemence auszustechen. Unterdessen ist Freiherr von Egge durch den Tod Brunos vollkommen handlungsunfähig geworden und lässt sich mehr und mehr durch die antisemitische Hetze Kurts beeinflussen. Dieser setzt nun eine Reihe von Intrigen in Gang: Wieder in Berlin, stachelt er zunächst Herrn von Auenheim gegen die Juden auf, lässt Tina bei ihrem Mann Julius in Ungnade fallen, bringt Heinrich bei Clemence in Misskredit und besiegelt gegenüber Isaack Feigelbaum die Scheidung von seiner Tochter Emma.
Von den Vorgängen in der Heimat nichts ahnend, verbringt Heinrich sein zweites Jahr in Afrika. In einem langen Brief an seinen Freund Victor von Laskow schildert er ihm seine Lebensumstände innerhalb der afrikanischen Bevölkerung. Mit seinem Diener Omar kehrt Heinrich schließlich nach Europa zurück, findet dort aber ein gänzlich anderes gesellschaftliches Klima vor. Die jüngsten Ereignisse haben den Radau-Antisemiten in Deutschland einen deutlichen Aufschwung beschert. Bereits auf der Zugfahrt nach Berlin wird Heinrich aufgrund von Hassreden der Mitreisenden gegen die Juden dazu genötigt, sich selbst erneut zum Judentum zu bekennen. Während eines Restaurantbesuchs und auch beim Lesen der Berliner Tagespresse schlägt dem Protagonisten nun die ganze Breite antisemitischer Argumentation entgegen:
„Die Gegner des Judentums warfen dem auserwählten Volke dieselben Dinge vor, um derentwillen schon vor Jahrhunderten Blut geflossen war, und die Verteidiger antworteten mit Bibelstellen. Mitten im Herzen Deutschlands wurde ein Kampf geführt, ein geistiger Kampf, wie man sagte, und alle Wissenschaft, alle Humanität wurde dabei vergessen. Die mühsam aufgestapelte Kultur der Nation wurde beiseite gestellt und einstweilen mit den verrosteten Waffen aus schlimmen Zeiten gestritten.“
Die Wiedervorstellung bei der Familie Auenheim verläuft unterkühlt und Heinrich erkennt, dass Kurt von der Egge ihn bei der Familie in Misskredit gebracht hat. Schließlich nötigt auch Kurt Heinrich ein Bekenntnis zum Judentum ab, worauf dieser auf der Stelle die Flucht aus dem Hause der Auenheims ergreift.

### Kapitel 16–20
Aufgrund der Intrige Kurt von der Egges sieht Victor, der seine finanziellen Engpässe mit einem Kredit bei Isaak Feigelbaum beglichen hat, keinen anderen Ausweg mehr als sich umzubringen. Das Drängen auf die Scheidung von Emma hatte den alten Feigelbaum derart aufgebracht, dass er den Kredit Victors sofort zurückverlangt hatte. Letztlich ist es nur Emmas Einschreiten zu verdanken, dass Isaak Feigelbaum Victor die fälligen Schulden erlässt. Trotz allen Unverständnisses von Seiten Victors vermacht Emma ihrem Ehemann Kurt von der Egge ihr gesamtes Vermögen.
Nach Emmas Tod zieht sich der alte Feigelbaum aus seinen Geschäften zurück. Tina und Julius müssen ihr glamouröses Leben in der Tiergartenstraße aufgeben, woraufhin Tina in eine kleine Wohnung zieht. Omar, der afrikanische Diener Heinrichs, hat sich inzwischen von ihm losgesagt und die antisemitische Rhetorik der Menschen um ihn herum unbewusst übernommen. Heinrich selbst plagen Schuldgefühle, selbst für die Veränderungen innerhalb der Gesellschaft mit verantwortlich zu sein. Er beginnt, sich selbst als „ein Symbol des barbarischen Treibens“ zu begreifen. Bei einem Besuch bei Sanitätsrat Friedmann über die neu ausgebrochene 'Judenfrage' zeigt dieser zunächst eine vergleichsweise gleichgültige Reaktion. Erst als sein fünfzehnjähriger Sohn Paul schwer verletzt aus der Schule kommt, weil er von seinen Mitschülern aufgrund seines Judentums misshandelt wurde, bricht Friedmann zusammen. Heinrich erkennt letztlich, dass es ihm nicht mehr möglich ist, sein Judentum zu verleugnen:
„Was kümmerten ihn im gewöhnlichen Gang der Dinge die Juden? Er kannte nicht ihre Gewohnheiten, nicht ihre Gesetze. Er wußte es nicht anders, als daß er ein Deutscher war, so lange er denken konnte. Konnte er aber, wie die Sache nun stand, den kühlen Philosophen spielen und so empfinden, als ginge ihn die Sache nichts an? Er gab sich wohl Mühe, aber er merkte doch, es wollte nicht gelingen.“
Nach einem Besuch bei der Familie Fränkel spricht Heinrich offen mit Victor über die persönlichen und gesellschaftlichen Anfeindungen durch den Antisemitismus. Victor kann ihn jedoch davon überzeugen, dass er stets Heinrichs Freund bleiben werde und beschreibt ihm das Verhältnis von Judentum und Christentum wie das Verhältnis unterschiedlicher Dialekte zueinander. Bestärkt durch das starke Band der Freundschaft, lässt sich Heinrich im Beisein Oswald Fränkels davon überzeugen, dass die Welle des Antisemitismus in Deutschland bald abebben werde.
Auf Drängen Victors kommt es im Hause Auenheim zur Aussprache zwischen Heinrich und Clemence. In Anbetracht der antisemitischen Ausschreitungen und der antisemitischen Presse der Zeit, fragt Heinrich Clemence selbst nach ihrer Einstellung zum Judentum. Als jedoch die Intrige Kurts per Zufall zur Auflösung kommt, schafft es Clemence' kleine Schwester Eva, sie von der Richtigkeit hinsichtlich der Verbindung mit Heinrich zu überzeugen. Kurt selbst trifft kurz darauf im Hause Auenheim ein, wird jedoch von Victor an weiteren Anfeindungen gegenüber Heinrich gehindert. Victor hatte Heinrich zuvor berichtet, wie er auf Gut Eggerwitz dem alten Freiherrn von den zahlreichen Verfehlungen seines Enkels erzählt hatte. Als der Alte selbst bei den Auenheims vorstellig wird, verbannt er Kurt aus Deutschland. Alle Beteiligten wirken wie gelöst und hoffen nun lediglich noch auf Heinrichs Vollzug des Übertritts zum Christentum. In einem Zwiegespräch mit Clemence äußert dieser jedoch auf der Basis des Mythos vom Ewigen Juden seine Unmöglichkeit, während der Zeit der aktuellen 'Judenfrage' zum Christentum überzutreten:
„Ich kann in diesen Zeiten den äußeren Übertritt zum Christentum nicht vollziehen. Wäre ich Jude, ein Jude noch dazu, wie er jetzt von unberufenen Fingern an alle Wände gemalt wird, so würde ich mich weigern, aber ich wäre mit ganzer Seele auf Seiten des Judentums, wäre einig mit mir selbst. So aber muß ich eine Tat unterlassen, nach der ich mich sehne, wahrhaftig wie nach Erlösung! Erlösung vom uralten Fluche des Trotzes wäre es, wenn die Millionen Juden durch Liebe gewonnen, in Reih und Glied mitkämpfen wollten mit den anderen Menschen! Ahasvers Erlösung! Aber der ewige Jude soll ja nicht sterben!“
Clemence sieht keine Möglichkeit, Heinrich ohne den formellen Übertritt zum Christentum zum Ehemann zu nehmen. Einen Vorschlag Heinrichs, gemeinsam in die Schweiz auszuwandern, lehnt sie ab. Sie will stattdessen warten, bis die antisemitische Agitation im Land abgeklungen ist und es Heinrich wieder möglich wird, die Taufe anzunehmen.
Schwer gezeichnet durch die Entwicklungen in Deutschland lässt sich Heinrich auf einen letzten Versuch Victors ein, sich von einer grundsätzlich positiven Haltung der deutschen Gesellschaft gegenüber den Juden zu überzeugen. Beide besuchen eine Veranstaltung von Antisemiten, auf denen auch Dr. Stropp auftritt, der sich zum großen Reformator aufgeschwungen hat. Letztlich behält, trotz leidenschaftlichen Eintretens Victors für die Juden, die antisemitische Fraktion während der Sitzung die Oberhand. Dies veranlasst Heinrich dazu, sich endgültig von seinen umstehenden Bekannten und Freunden abzusondern.
Heinrich hat sich von allen Freunden und Bekannten losgesagt. Nachdem Doretta ihrem Ehemann Oswald von Dr. Stropps Übergriffen erzählt hat, wirft dieser ihn aus dem Haus. Vom Wahnsinn getrieben, sammelt Dr. Stropp den beeinflussten Omar und einige polnische Arbeiter zusammen, um an Fränkel für seinen Rauswurf Rache zu nehmen und ihn zu töten. Bei der anschließenden Belagerung des Hauses Fränkel durch die Antisemiten wird die ebenfalls anwesende Clemence von Omar tödlich mit einem Stein am Kopf getroffen. Sie stirbt noch in der Wohnung der Familie Fränkel im Beisein des hereingestürmten Heinrichs. Ohne emotionale Regung lässt Heinrich schließlich durch Oswald Fränkel ein Pistolenduell mit seinem Gegenspieler Kurt von der Egge veranlassen und lässt sich im Tiergarten ohne Gegenwehr von ihm erschießen.

## Die Figuren des Romans

### Hauptfiguren

#### Heinrich Wolff
Heinrich Wolff ist der Protagonist des Romans. Petra Ernst bezeichnet ihn auf der Basis seiner Herkunft aus dem Vielvölkerstaat Österreich-Ungarn als „Mehrfachidentität“. Zu Beginn der Romanhandlung ist Heinrich 23 Jahre alt. Heinrichs Bestrebungen, sich im Verlauf seiner beruflichen Tätigkeit als Arzt in Berlin zum Christentum zu bekennen und seinen jüdischen Wurzeln abzuschwören, werden durch das Aufkommen des Radauantisemitismus unterbunden. Nach dem Tod seiner Geliebten Clemence von Auenheim lässt sich Heinrich von seinem Rivalen Kurt von der Egge in einem Duell im Tiergarten erschießen.

#### Clemence von Auenheim
Gemeinsam mit ihrer jüngeren Schwester Eva, ihrem Vater Eberhard und der Mutter bewohnt Clemence das Anwesen der Familie Auenheim. Im Verlauf der Romanhandlung verliebt sie sich in Heinrich und beide planen ihre gemeinsame Zukunft, nachdem Heinrich zum Christentum übergetreten ist. Aufgrund des Zögerns Heinrichs, sich aufgrund seines Judentums in Zeiten des Radauantisemitismus zum Christentum zu bekennen, wird die Eheschließung letztlich nicht realisiert. Clemence stirbt schließlich während einer antisemitischen Agitation durch einen Steinwurf im Hause der Familie Fränkel.

#### Kurt von der Egge
Kurt von der Egge ist der eigentliche Antagonist des Romans. Von seinem Großvater Herbert von der Egge verhasst, intrigiert er sowohl gegen Heinrich, als auch gegen Victor und Clemence, um sein Streben nach Reichtum und einer hohen sozialen Stellung sichern zu können. In Dr. Stropp findet er einen Verbündeten, dessen Antisemitismus er sich für seine eigenen Zwecke zu Eigen macht.

#### Victor von Laskow
Victor von Laskow wird im Verlauf der Handlung zu Heinrichs Freund. Trotz der Konfrontation mit Isaak Feigelbaum im Hinblick auf sein Kreditgeschäft und trotz aller antisemitischen Hetze, bleibt Victor vom Antisemitismus der deutschen Gesellschaft im jungen Kaiserreich unberührt.

#### Dr. Stropp
Dr. Stropp ist ehemaliger Zuchthauslehrer und zeichnet sich rein äußerlich vor allem durch Ungepflegtheit aus. Die Beschreibung seines Gesicht, das „man (…) sonst hinter Eisengittern vermutet“, lässt Stropp als Halunken und Verbrecher erscheinen. Der in mehrfacher Hinsicht im Hinblick auf die Karriere gescheiterte Stropp ist eine Person von ängstlicher Natur, die kaum in der Lage ist, von ihrem Intellekt her gegen andere zu bestehen. Im zweiten Teil der Handlung avanciert Stropp zum führenden, wenn auch nach wie vor uncharismatischen Rädelsführer der antisemitischen Bewegung.

### Nebenfiguren

#### Tina Feigelbaum / Isaak Feigelbaum
Tina Feigelbaum ist die Jugendfreundin von Heinrich. Bei ihrer ersten Begegnung in Prag zu Beginn des Romans wird sie als außerordentlich schön und faszinierend beschrieben. Ihr Hang zum Materialismus und ihr Streben nach sozialer Anerkennung und Wertschätzung zeichnet sie gemäß Ernst dabei als „egoistischen und profilneurotischen Neureichen“ aus. Unweigerlich evoziert ihre Erscheinung und ihre Figurenzeichnung dabei gemäß den Ausführungen Martin Gubsers das antisemitische Stereotyp der 'schönen Jüdin', welches jedoch im Roman durchaus gebrochen wird. Ihre Stellung als Mitglied der höheren Klasse Berlins, die Tina infolge ihrer Heirat mit Julius Feigelbaum erhält, büßt sie zum Ende des Romans wieder ein.
Isaak Feigelbaum ist der Vater von Julius und Emma. Während Julius im Laufe der Handlung Tina zu seiner Ehefrau nimmt, wird Emma bis zu ihrem Tod Ehefrau Kurt von der Egges. Die Figur entspricht ihrer Charakterisierung nach dem klassischen antisemitischen Stereotyp des 'Wucher- und Finanzjuden', zeichnet sich vor allem durch Reichtum, Geiz und einen (begründeten) Hass auf Christen (namentlich Kurt von der Egge) aus.

#### Oswald Fränkel / Doretta
Oswald Fränkel wohnt mit seiner christlichen Frau Doretta und seinem kleinen Sohn Siegfried in einer kleinen Wohnung in der Berliner Klosterstraße. Er arbeitet dort als Schneidermeister, ist rothaarig und von kränklichem Wesen. Fränkel verkörpert im Roman die utopische Seite des Judentums und glaubt fest an die Möglichkeit, mithilfe einer neuen Religion die Kluft zwischen Juden und Christen zu überwinden.
Doretta ist die Ehefrau Oswald Fränkels. Sie ist gutmütig, stets für ihren Mann da und zeigt Verständnis für seine Ideen einer zukünftigen neuen Religion, die Christen und Juden vereinen soll. Bei all ihre Empathie für ihren Ehemann, kann sie jedoch die Lächerlichkeit des Vorhabens ihres Ehemannes nicht leugnen.

#### Samuel Schöpps
Samuel Schöpps ist ein orthodoxer Jude, der nach außen hin vehement die alten Glaubenssätze des Judentums vertritt. Mit großer Verachtung steht er dem assimilierten Judentum gegenüber, dem er sogar den Tod wünscht. Schöpps ist ängstlich, heuchlerisch und opportunistisch veranlagt.

#### Herbert von der Egge
Freiherr Herbert von der Egge ist der alte, adlige Besitzer des Gutes Eggerwitz und von beeindruckender Gestalt. Seine konservative politische Grundeinstellung lässt ihn trotz gewisser Vorbehalte eine neutrale Position gegenüber den Juden vertreten. Als Familienoberhaupt ist er hauptsächlich dafür verantwortlich, mit welchen Männern seine Enkelinnen Clemence und Eva verheiratet werden. Für seinen Enkel Kurt hegt der Freiherr nur Abneigung, da er ihn für einen Betrüger und Emporkömmling hält.